# Ernst Ludwig Wlömer
Ernst Ludwig Wlömer (* 9. April 1773; † 16. Januar 1831) war ein preußischer Staatsrat und Regierungspräsident in Gumbinnen (1816–1825).
Wlömer war Mitglied der Berliner Mittwochsgesellschaft und seit 1814 Mitglied der Gesetzlosen Gesellschaft zu Berlin.